# Сигилий на деспот Алексий Слав
Сигилият на деспот Алексий Слав е дарствена грамота, дадена от деспот Алексий Слав на построения от него манастир в Мелник „Света Богородица Спилеотиса“, с която деспотът дарява на манастира селото Катуница с неговите земи и имоти „и с неговите жители“. Документът е създаден през 1220 година на гръцки език и съдържа интересни данни за икономическата и политическата обстановка в българските земи в началото на XIII век. Съдържанието му категорично свидетелства за пълната зависимост на селяните от техните светски и църковни господари, тъй като чрез сигилия светският владетел Алексий Слав прехвърля на манастира правата си над селяните в посоченото село. Деспотът забранява на държавни чиновници или на висшия клир да събират данъци или да съдят селяните на манастира, тъй като монасите и техният игумен са единствените им господари. Грамотата показва, че Алексий Слав е напълно самостоятелен владетел в своите територии, който си позволява да определя създадения от него манастир като „царски и деспотски“ и не се споменава името на царя.
Грамотата се съхранява в библиотеката на Ватопедския манастир в Света гора.

## Текст на грамотата
| „ | Онези, които желаят благополучието на временните неща и се занимават и радват относно преходните и тленни работи, бързо и свършват и преминават като сън. Онези пък, които заедно с благополучието се грижат за [духовните] блага и обичат благолепието на дома Господен и мястото на пребиваването на Неговата слава, според псалмопевеца Давид, и своята слава по-величествена ще направят и ще немерят някаква малка душевна придобивка. Защото не ще се измами онзи, който е казал: „Казва Господ: ще прославя онези, които Ме славят.“ Така прочее и ние, след като се преселихме от Цепина в тукашното наше владение Мелник, пожелахме да издигнем из основи честен манастир и да съберем в него сбор от усърдстващи мъже в помен и молитва нам и на нашите родители и на всички онези, които мислят и вярват благочестиво, който [манастир] по Божие желание бързо построихме в една част на Мелник, като изградихме храм и го назовахме на името на пречистата наша господарка, Богородица Спелеотиса, и го поверихме на тогавашния монах и архимандрит господин Павел Клавдиополит, който като стана по-сетне и владика, остави да игуменства в него настоящия монах Пахомий [на име] Кокиарис. На този манастир подарихме селото Катуница [до Мелник], ведно с неговите жители, оттогава и знапред да го владее заедно с всички права и правдини и с неговата околност и цялото владение. Събраните в единомислие в него монаси имат целия приход от него за разпоредба на всички нужди и за всяка друга тяхна служба, а също и паленето на свещи в този божествен храм и всяка друга негова потреба. В него [манастира] прибавихме и свети изображения, свещени книги и утвари, други някакви неща и животни, които трябва да се изявят подробно в списък, та и нашата държава да има годишен помен и да се поменуват нашите родители. По-нататък свръх тези неща дарихме на казания манастир и градина в Загория от църковните места, която вече бе владяна от казания владика господин Павел. Понеже пребиваващите в този почтен манастир монаси помолиха да бъде неподвластен и неподчинен на епископа и на практора по онова време, то и ние сметнахме това за необходимо и повеляваме чрез настоящия наш сигилий, да няма власт нито епископът по това време, нито практорът да влиза в това село или в манастира да търси каквото и да е или да иска някакви потреби, или за набор, или за даване на добитък, или за ангария, или за парангария, или псомозомия, или друго каквото и да е искане или даване тегоба и да се подвеждат монасите или жителите на това село като подлежащи на всяко и всякакво данъчно и практорско даване. Но нито епископът да има право да влиза и да пипа в този манастир или в казаното село, като предявява като епископ по някакъв начин искания на канонически основания или по някаква друга подбуда (без наистина да е бил извършен сред тях може би душевен грях), освен ако не бъде позован от монасите, и то да влезе безвъзмездно и да ги изпита справедливо и канонически и да излезе отново, без да пипа каквото и да било. Да няма прочее никакъв достъп в него, но само да бъде упоменаван и да утвърждава игуменството, управляващо този манастир, който след нашата смърт трябва да бъде назован от владетелска ръка царски манастир. Освен това и онези, които някога с време биха пожелали да нарушат посветените и утвърдени от нас чрез настоящия наш сигилий неща, както и нещата, които в бъднина бъдат придадени от някои други лица - било велможи, било владици, било боляри, било монаси, било миряни или просто всички, каквито и да са личности, - и каквито и да бъдат [тези неща], нека Съдникът на всички, Бог им въздаде отмъстителен гняв и Неговият меч да блесне справедливо в устрем на отмъщение. Защото срам и обида е да бъдат увреждани и тъпкани от миряни онези лица, които са предпочели по-божестения и по-добър жребий. А ние прочее повеляваме тези работи да не стават в казания манастир не за друго, но за благочестието и почтеността на монашеския живот, като бива изгонван от мястото онзи, който желае да наруши нашите посвещения. Затова и онзи, който желае да постъпи в манастира за смут в някои неща, ще си навлече Божието негодувание и клетвите на светците от векове насам. Този манастир и онова, що е в него, да се зове, както се изтъкна, деспотски и царски и да зависи от неговата [на деспота] личност. Обаче и владиката, ако не е мой сродник, [да не може] да се меси или да изявява наследствени права над него, но монасите да имат наследието по предаване и на игуменското място според съвета и желанието на всички да бъде поставян достойният, като получава, както се казва, утвърждаване на владиката по онова време. Затова прочее, като издадохме, подписахме и подпечатахме и настоящия наш сигилий, дадохме го на манстира за вечно утвърждение през месец януари, индикт осми, година 6728 [1220]. Описа и под[писа]: Алексий, деспот Слав | “ |